# 公孙敢
公孙敢（?—?），春秋时期卫国軍事人物，孔悝的家臣，負責把守城門。
前480年，衛出公之父蒯聩劫持了卫国大夫孔悝，迫使孔悝拥立自己为君。孔悝的家臣子路要去救孔悝，剛好遇到逃出來的孔門師弟子羔。子羔說：「城門已關了。」子路說：「我還是去看看罷。」子羔說：「來不及了，你何必跟著孔悝一起死？」子路說：「拿了孔悝的俸祿，不能見死不救。」子羔就自己逃出城。
子路欲入城时，在那里守门的公孙敢对他说：“不要再前进了。”子路说：“這是我認識的公孙敢？你拿人家的薪水但在危难时就跑，我不是這種人。我挣孔悝的俸禄，就一定要在他患难時幫忙。”子路乘機入城，後被蒯聩派死士石乞、盂黶所杀。蒯聵盛怒之下，命令把子路遺體施以醢刑，剁成肉醬。